# جرج زوکو
جرج زوکو (انگلیسی: George Zucco؛ ۱۱ ژانویهٔ ۱۸۸۶ – ۲۷ مهٔ ۱۹۶۰) یک هنرپیشه اهل بریتانیا بود. وی بین سال‌های ۱۹۳۱ تا ۱۹۵۱ میلادی فعالیت می‌کرد.

## فیلم‌شناسی
- شرلوک هولمز در واشنگتون
- مادام بوواری
- سه رفیق
- ماه نو
- دیوید و بث‌شبع
- گوژپشت نتردام
- باغ اسرارآمیز
- ماجراهای شرلوک هولمز
- فتح
- به دنبال مرد لاغر
- سوئز
- ژاندارک
- ماری آنتوانت
- ترسیده در حد مرگ
- فایرفلای